# Кампсис великоквітковий
Кампсис великоквітковий (Campsis grandiflora) — швидкоросла листопадна ліана з великими помаранчевими квітами у формі лійки. Виростає до 10 метрів. Походить з далекосхідного регіону (зі Східної Азії), тому ліану ще називають: кампсис далекосхідний. Менш витривалий, ніж його родич Campsis radicans. Campsis grandiflora віддає перевагу вологому, багатому поживними речовинами ґрунту, сонячному положенню та потребує опори.

## Опис
Гнучка ліана. На листкових вузлах випускає вусики (див.Коріння надземне), як і кампсис американський, якими прикріплюється до своєї опори. На черешках по 9 - 13 яйцеподібних перистоскладних супротивних листочків із зубчастими краями, довжиною близько 6 см. Суцвіття вогненно-помаранчевого кольору, верхівкове. Квіти великі, трубчасто-лійкоподібні, до 8 см у діаметрі і до 9 см завдовжки, з яскравим жовтогарячим або червоним віночком, зібрані у волоть (складна китиця) по 30, 40 і більше квіток. Тичинки коротші, аніж відгин пелюсток, тичинкові нитки - 2-2,5 сантиметрів завдовжки, тичинки перпендикулярні до ниток, жовті. Верхня частина квітки розділена на 5 частин, а зелена чашечка під квіткою має поздовжні ребра. Цвітіння кампсиса великоквіткового триває з півтора місяця, після цього з'являються плоди - насіннєві коробочки, довжиною 15 - 25 сантиметрів, які при дозріванні розчахуються на дві частини і випускають кілька сотень насінин. Насіння плоске з двома плівчастими крильцями. В Україні цвіте в липні-серпні. Пагони довгі. Теплолюбна, але в умовах України переносить морози.

## Природне поширення
Поширений у Хебеї, Хенані, Шаньдуні, Шеньсі, Гуандуні, Гуансі, Фуцзяні, басейні річки Янцзи, Пакистані, Індії, В'єтнамі, Японії та Тайвані, росте на висоті від 400 до 1200 метрів над рівнем моря.

## Кампсис великоквітковий у медицині
У далекосхідному регіоні рослину часто культивують для лікувальння.
Квітка Lingxiao (Lingxiaohua) використовується у традиційній китайській медицині і має функцію сприяння кровообігу та видалення застою крові. У квітах наявні антиоксиданти, вони мають протизапальні властивості. У листі є сполуки з дією, схожою на дію ацетилсаліцилової кислоти на тромбоцити.

## Деякі сорти

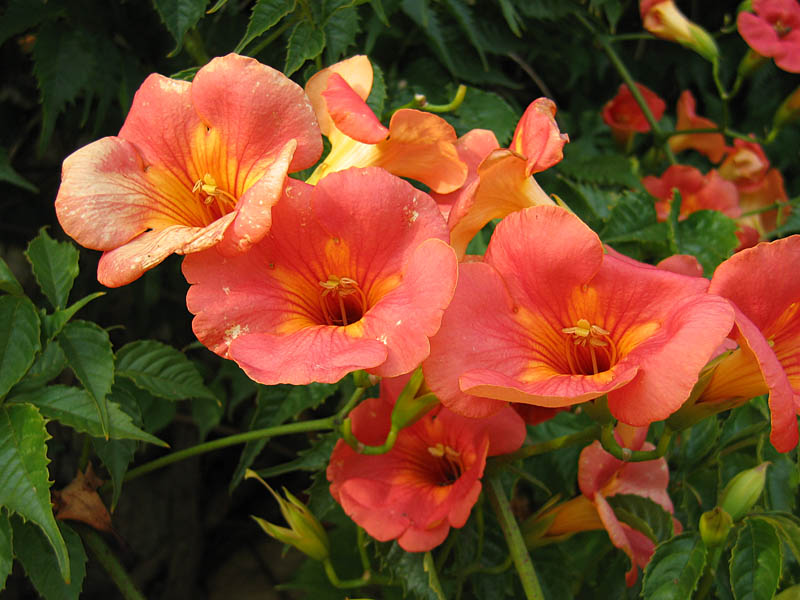
"Ранкова свіжість"

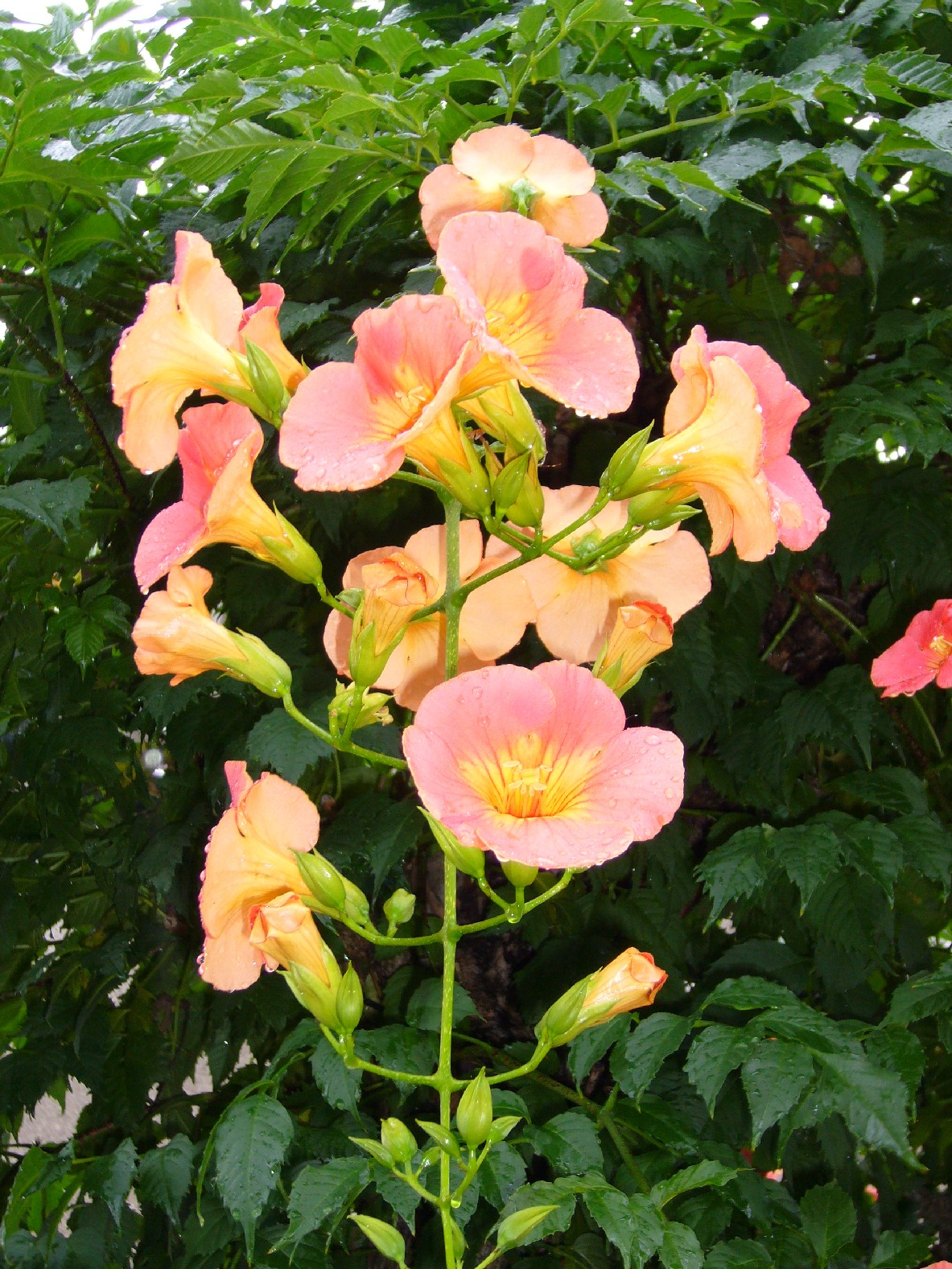
"Кампсис Тунберга"

«Кампсис Тунберга». Має яскраво-помаранчевий відтінок суцвіть і вкорочену цвіткову трубку. Культивується з 1800 року.
«Ранкова Свіжість». Великі помаранчеві квітки з жовтою серединкою і прожилками на пелюстках червоного кольору.
На основі campsis grandiflora і campsis radicans популярні гібридні сорти ліани роду кампсис.

## Галерея

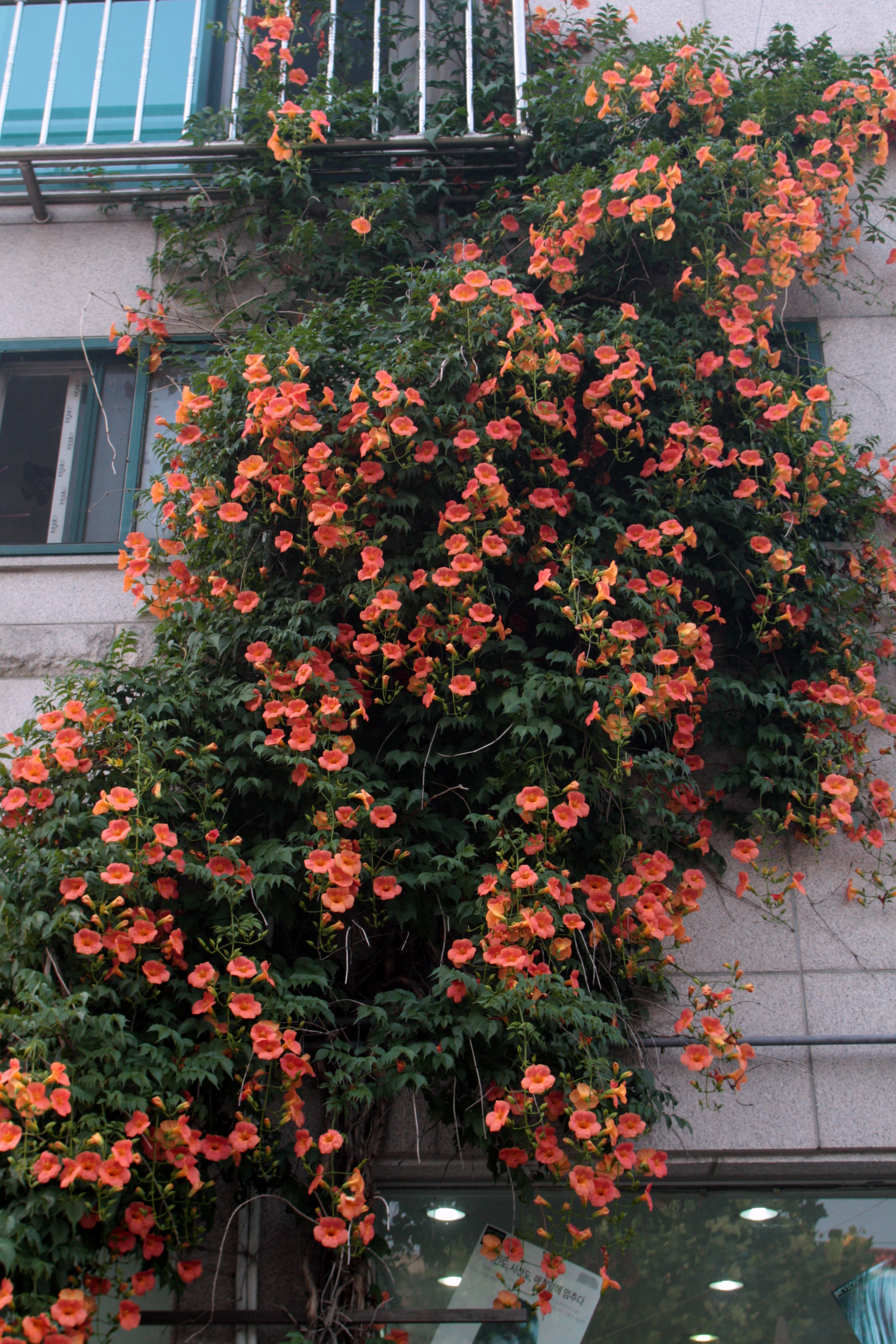
Вигляд ліани
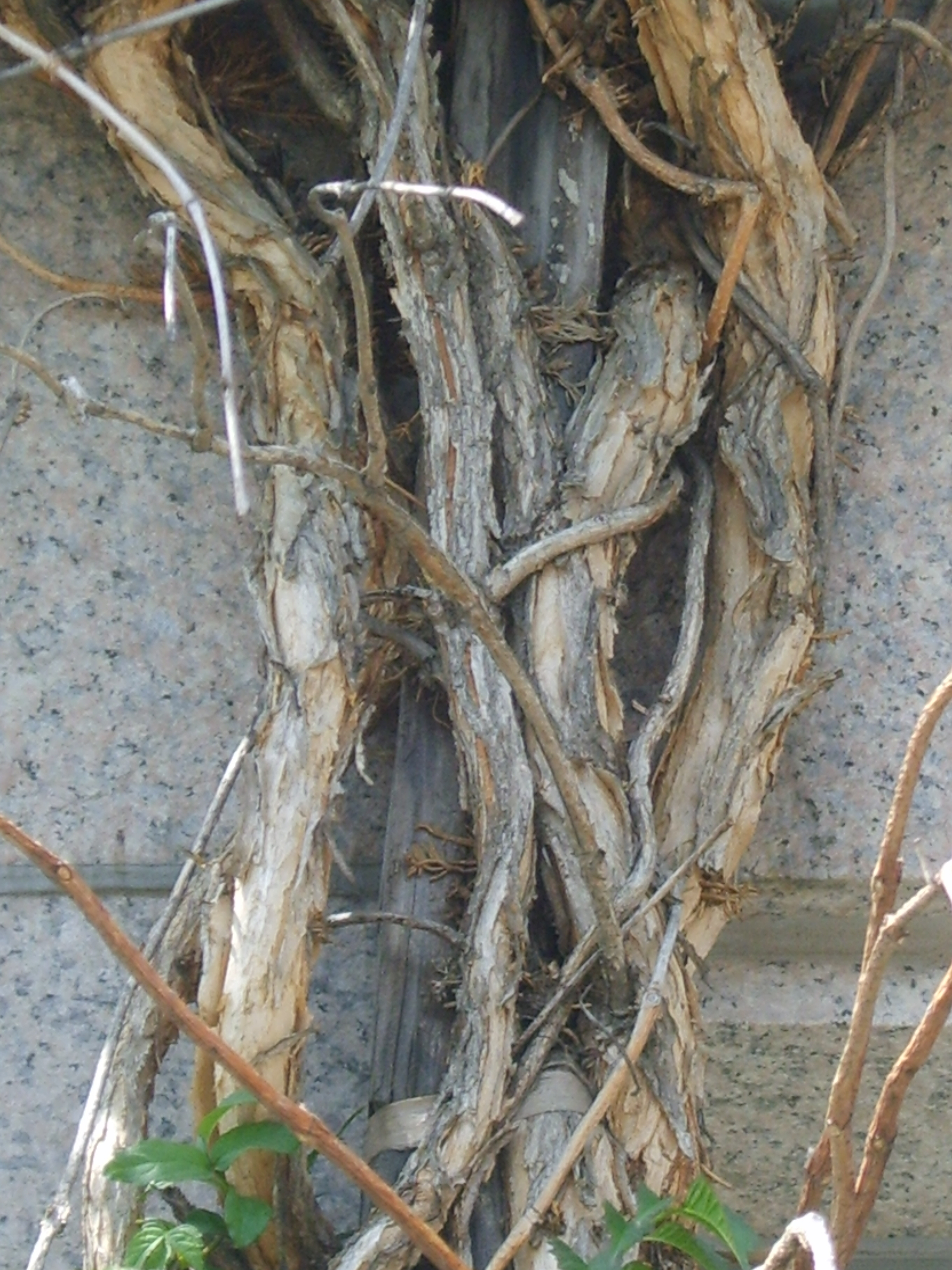
Стовбур
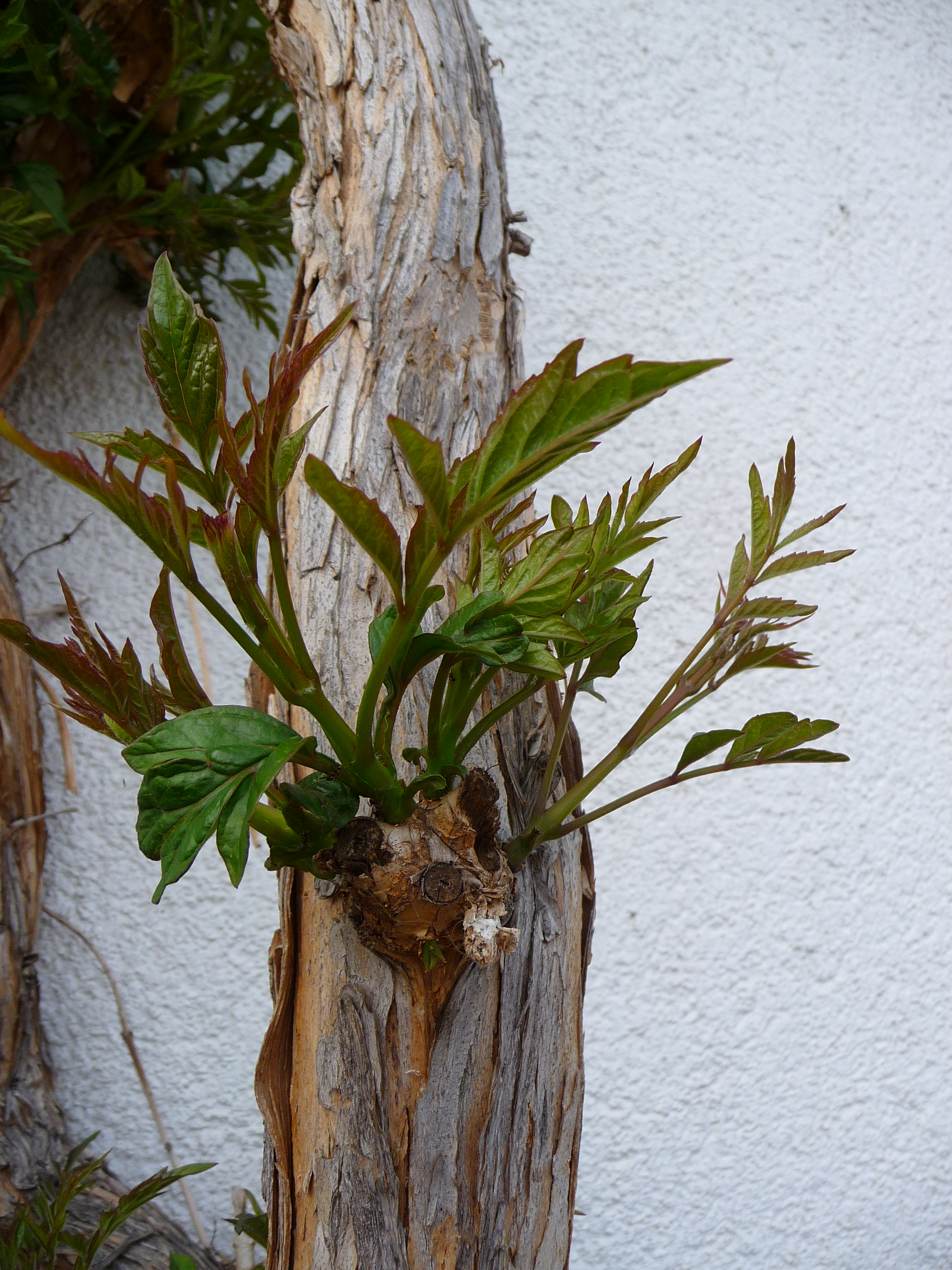
Рослина починає розвиватися пізно, з настанням тривалого тепла
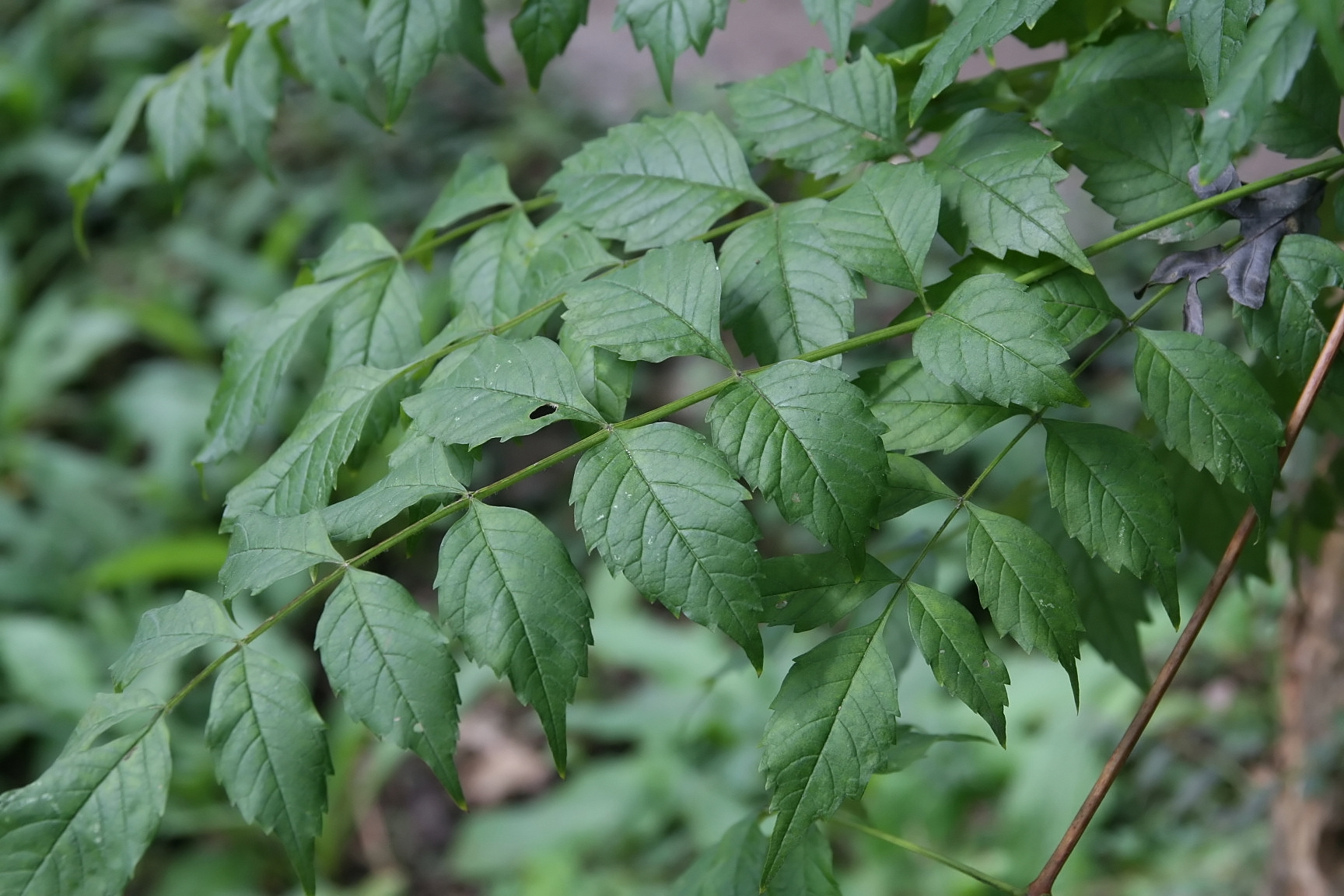
Листя
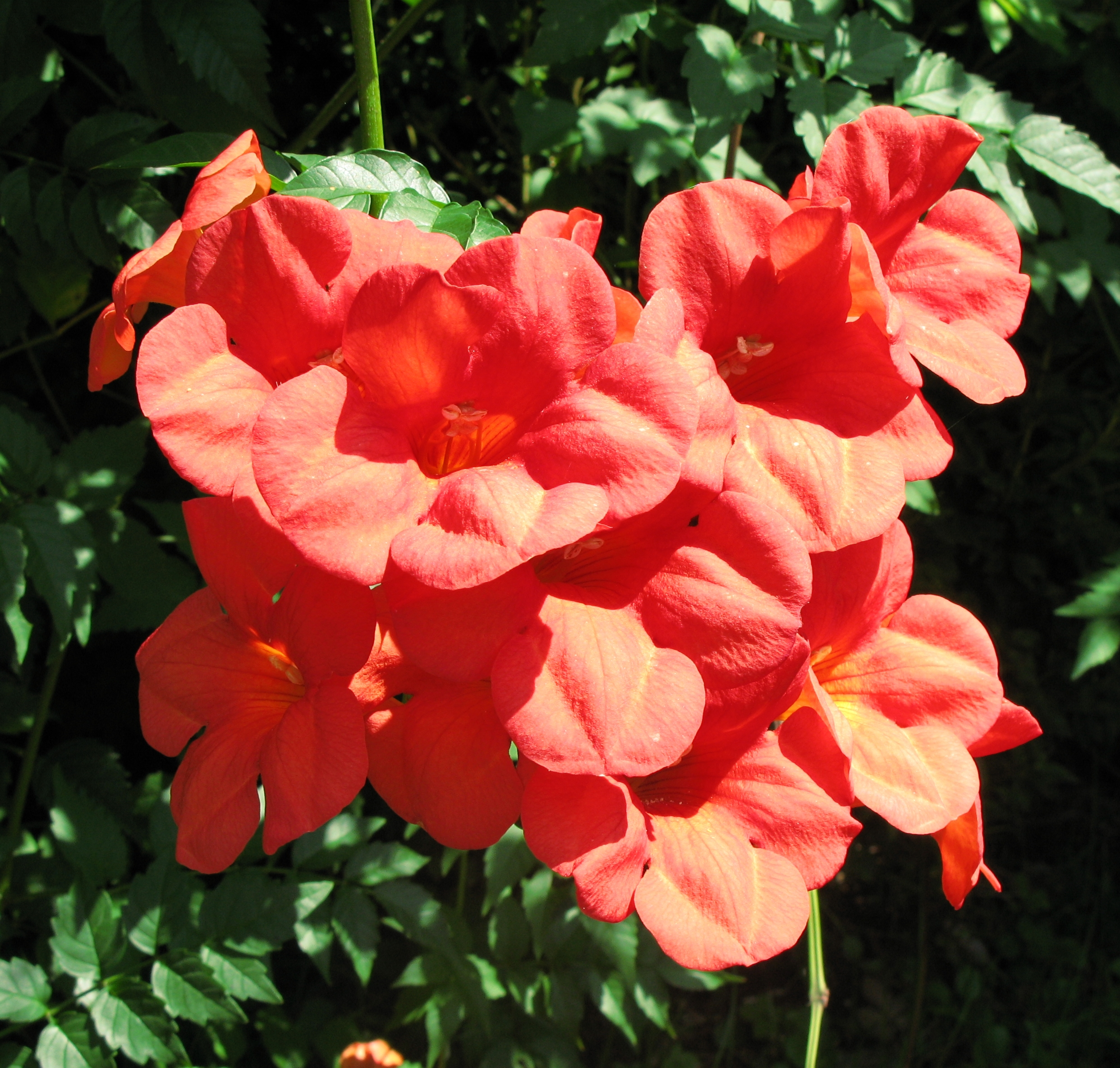
Ліана у ботанічному саду
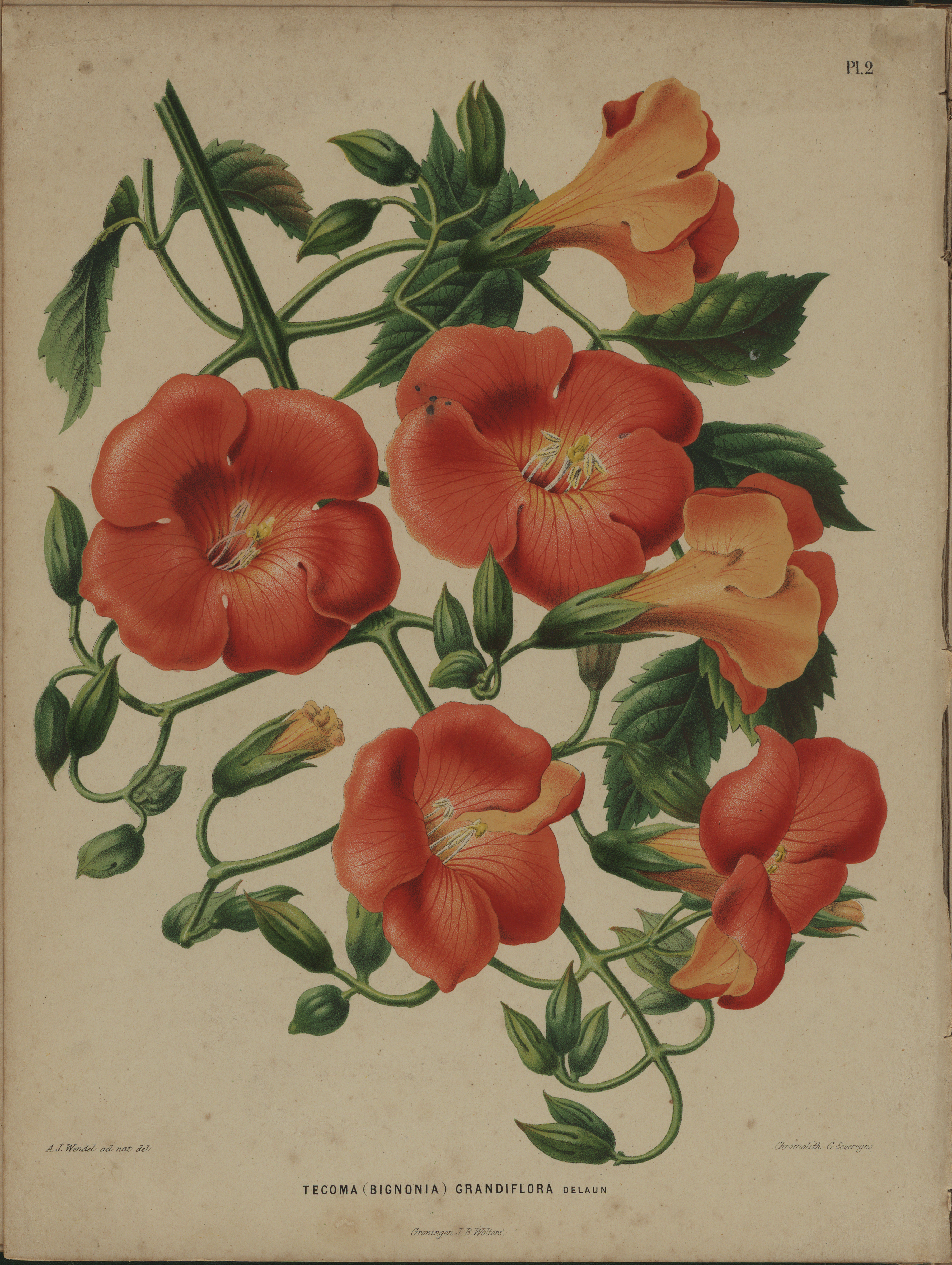
Генріх Вітте, "Флора" (1868)
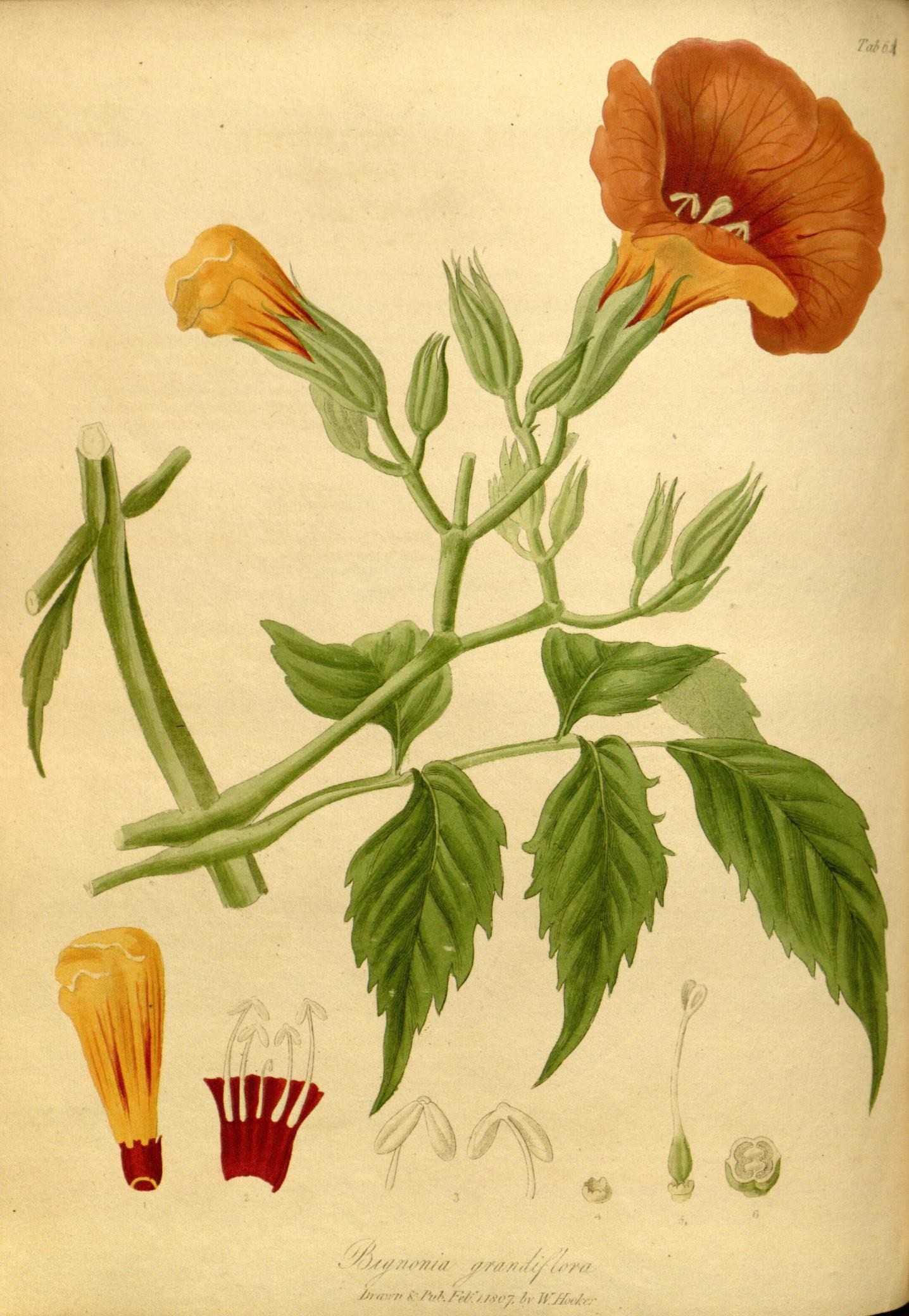
Вільям Гукер, між 1805 і 1807
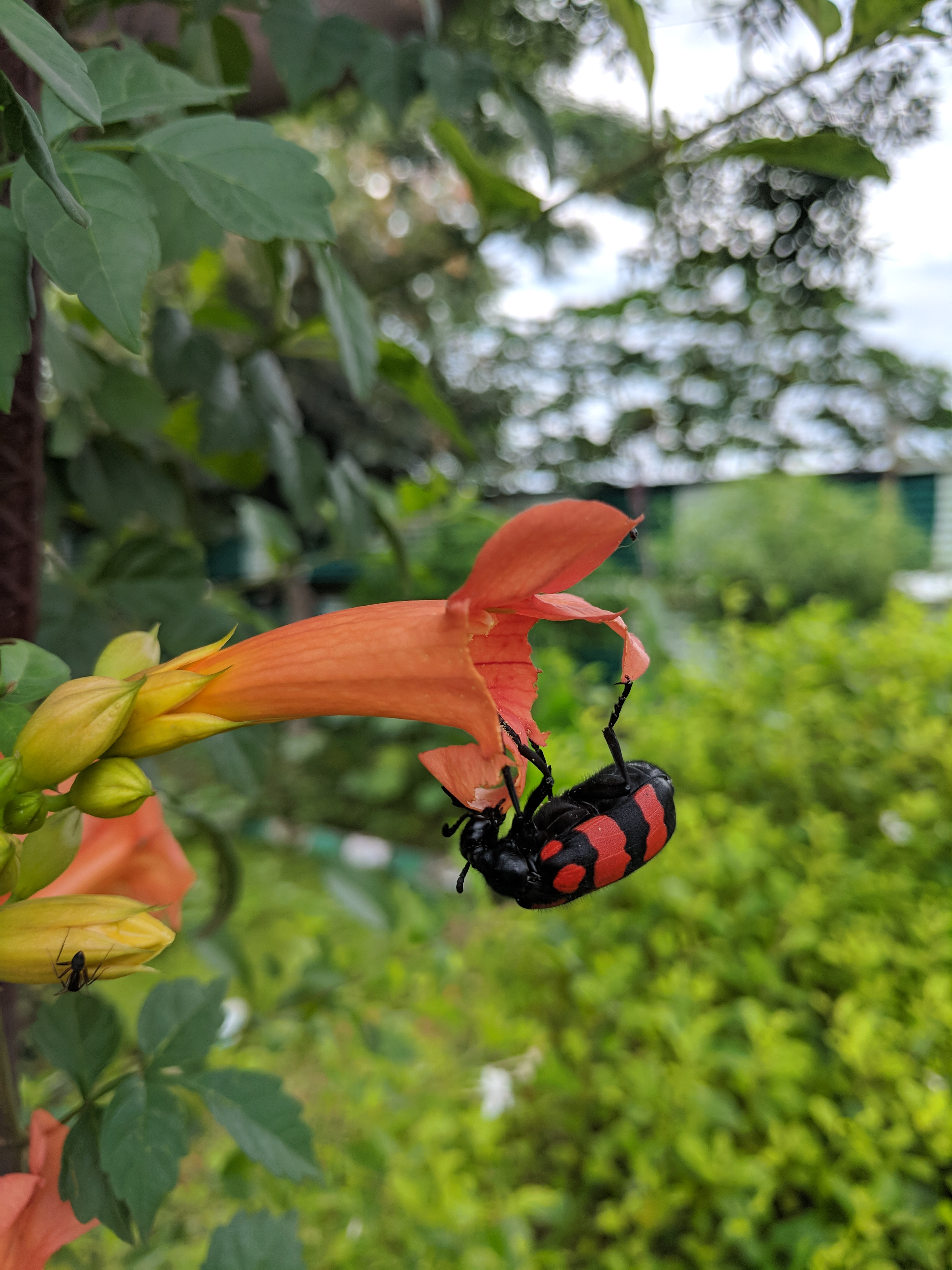
Жук поїдає квітку